# レトロ (アルバム)
『レトロ』（Retro）は、イギリスのバンド、ニュー・オーダーが2002年に発表したアルバムであり、彼らの5枚目のベスト・アルバムでもある。日本では翌年2003年1月22日に国内盤がリリースされた。

## 解説
ニュー・オーダー初のボックスセットである。クリスマス・マーケティングを狙って2002年12月9日にリリースされた（日本では前述どおり翌年）。
このアルバムではバンドの友人である4人によって選曲された楽曲がそれぞれ1枚のCDに収められた4枚組になっている。4枚の内訳はジャーナリストのミランダ・ソーヤーによるシングルヒット曲中心の「POP」、音楽ジャーナリストのジョン・マクレディによってオリジナルアルバムから選曲された「FAN」、彼らの故郷マンチェスターにあった伝説のクラブ「ハシエンダ」のDJも務めたマイク・ピッカリングによるリミックス集「CLUB」、そしてプライマル・スクリームのボビー・ギレスピーによるライヴヴァージョンばかりを集めた「LIVE」である。
海外ではこの4枚にボーナスCDを加えた5枚組ボックスセットも発売されたが、ワーナーミュージック・ジャパンからリリースされた日本国内盤はこの4枚組セットのみである。こちらには72ページものブックレットがセットされ、全曲の歌詞と対訳も掲載された。このブックレットには彼らのインタビュー形式によるライナーノーツもあり、たびたび話題になるメンバー間の確執は見られないもののそれまでの活動の裏側の一部が垣間見られる。

## 収録曲
※ワーナーミュージック・ジャパンによるCD4枚組による。

### DISC 1「POP」
選曲:ミランダ・ソーヤー（Miranda Sawyer）
1. ファイン・タイム Fine Time - 4:42
2. テンプテイション Temptation - 8:42
3. トゥルー・フェイス True Faith - 5:53
4. パーフェクト・キス The Perfect Kiss - 4:49
5. セレモニー Ceremony - 4:24
6. リグレット Regret - 4:08
7. クリスタル Crystal - 6:49
8. ビザール・ラヴ・トライアングル Bizarre Love Triangle - 4:21
9. コンフュージョン Confusion - 8:13
10. ラウンド&ラウンド Round And Round - 4:31
11. ブルー・マンデー Blue Monday - 7:28
12. ブルータル Brutal - 4:49

-世界の果てまでイッテQ!の企画、ロッチ中岡のQTubeのBGMとして頻繁に採用されている。
1. スロー・ジャム Slow Jam - 4:52
2. エヴリワン・エヴリホエア Everyone Everywhere - 4:25

※「ブルータル」は映画『ザ・ビーチ』のサウンドトラック盤に収録されていた曲で、オリジナルアルバムでは初収録である。

### DISC 2「FAN」
選曲:ジョン・マクレディ（John McCready）
1. エレジア Elegia - 4:55
2. イン・ア・ロンリー・プレイス In a Lonely Place – 6:15
3. プロセッション Procession - 4:28
4. ユア・サイレント・フェイス Your Silent Face - 5:59
5. サンライズ Sunrise - 6:00
6. レッツ・ゴー Let's Go - 3:53
7. ブロークン・プロミス Broken Promise - 3:12
8. ドリームス・ネヴァー・エンド Dreams Never End - 3:45
9. クライズ・アンド・ウィスパーズ Cries and Whispers - 3:25
10. オール・デイ・ロング All Day Long - 4:31
11. スーナー・ザン・ユー・シンク Sooner Than You Think - 5:12
12. リーヴ・ミー・アローン Leave Me Alone - 4:39
13. ロンサム・トゥナイト Lonesome Tonight - 5:11
14. エヴリ・リトル・カウンツ Every Little Counts - 4:28
15. ラン・ワイルド Run Wild - 3:56

※1.、5.、11.はアルバム『ロウ・ライフ』から、4.、12.は『権力の美学』から、7.、10.、14.は『ブラザーフッド』、8.は『ムーブメント』から、15.は『ゲット・レディー』からの選曲である。また2.、3.、9.、13.はシングルB面曲、6.は映画『サルベーション』のサウンドトラック盤に収録されていた曲で、オリジナルアルバムでは初収録である。

### DISC 3「CLUB」
選曲:マイク・ピッカリング（Mike Pickering）
1. コンフュージョン（コーマ&ボーンズ・ヴォーカル・ミックス） Confusion (Koma & Bones vocal mix, with Bernard's new vocal) - 6:01
2. パラダイス（ロバート・レイシック・ミックス） Paradise (Robert Racic Mix) – 6:40
3. リグレット（セイバー・スロー・ン・ロウ・ミックス） Regret (Sabres Slow 'N' Low Mix) - 6:42
4. ビザール・ラヴ・トライアングル（シェップ・ペティボーン・エクステンデッド・ダンス・ミックス） Bizarre Love Triangle (Shep Pettibone Extended Remix) - 6:42
5. シェルショック（ジョン・ロビー・ミックス） Shell Shock (John Robie Mix) - 6:28
6. ファイン・タイム（スティ−ヴ・シルク・ハーレイ・ミックス） Fine Time (Steve 'Silk' Hurley Mix) - 6:16
7. 1963（'95 アーサー・ベイカー・リミックス） 1963 ('95 Arthur Baker Mix) - 5:04
8. タッチト・バイ・ザ・ハンド・オブ・ゴッド Touched by the Hand of God (Original Version) - 3:42
9. エヴリシングス・ゴーン・グリーン Everything's Gone Green (Original) - 6:39
10. ブルー・マンデー（ジャム&スプーン・マニュエラ・ミックス） Blue Monday (Jam & Spoon Manuela Mix) - 4:31
11. ワールド・イン・モーション（サビューテオ・ミックス） World In Motion (Subbuteo Mix) – 5:12
12. ヒア・トゥ・ステイ（エクステンデッド・インストゥルメンタル） Here To Stay (Extended Instrumental) –  - 5:55
13. クリスタル（リー・クームス・リミックス） Crystal (Lee Coombs Remix) - 7:03

※4.、5.、8.、9.を除けばいずれもオリジナルアルバム初収録である。また11.は選曲者マイク・ピッカリング自身が手掛けている。

### DISC 4「LIVE」
選曲:ボビー・ギレスピー（Bobby Gillespie）
1. セレモニー Ceremony (Studio 54, Barcelona, 7 July 1984) - 4:49
2. プロセッション Procession (Polytechnic of Central London, 6 December 1985) - 3:34
3. エヴリシングス・ゴーン・グリーン Everything's Gone Green (Recreation Centre, Kingston-upon-Thames, Tolworth, London 12 March 1983) - 5:09
4. イン・ア・ロンリー・プレイス In a Lonely Place (Glastonbury Festival, 20/06/81) - 5:37
5. エイジ・オブ・コンセント Age of Consent (Spectrum Arena, Warrington, 1 March 1986) - 5:02
6. エレジア Elegia (Glastonbury Festival, 19 June 1987) - 4:46
7. パーフェクト・キス The Perfect Kiss (Glastonbury Festival, 19 June 1987) - 9:43
8. ファイン・タイム Fine Time (claims to be from Hoffman Estates, Chicago, 30 June 1989 but is really Blossom Music Center, Cuyahoga Falls, OH 5 July 1989) - 5:04
9. ワールド World (Starplex Amphitheatre, Dallas, 21 July 1993) - 4:46
10. リグレット Regret (Reading Festival, 31 August 1993) - 4:02
11. アズ・イット・ホエン・イット・ワズ As It Is When It Was (Reading Festival, 31 August 1993) - 3:48
12. インターミッション・バイ・アラン・ワイズ Intermission by Alan Wise (Olympia, Paris, 12 November 2001) - 1:20
13. クリスタル Crystal (Big Day Out, Gold Coast, 20 January 2002) - 6:51
14. ターン・マイ・ウェイ Turn My Way (Olympia, Liverpool, 18 July 2001) - 4:57
15. テンプテイション Temptation (Academy, Brixton, 10 October 2001) - 7:47

※いずれもオリジナルアルバムでは初収録である。

### Disc 5: 「Bonus」 (Limited Edition CD)
※UK初回生産分のみに封入されたボーナスCD。国内盤流通無しのため邦題無し。
1. "Temptation '98" – 4:08
2. "Transmission" (live) – 4:01
3. "Such a Good Thing" (from World in Motion re-release) – 4:08
4. "Theme from "Best & Marsh"" – 4:26
5. "Let's Go" (extract from Instrumental used on Salvation motion picture soundtrack) – 2:03
6. "True Faith" (Pink Noise Morel edit) – 4:29
7. "Run Wild" (Steve Osborne original mix) – 4:13
8. "The Perfect Kiss" (live take recorded at video shoot) – 9:56
9. "Elegia" (full version) – 17:30